# Takuya Sugiyama
Takuya Sugiyama (født 1. januar 1983) er en tidligere japansk fodboldspiller.
Han har spillet for flere forskellige klubber i sin karriere, herunder Thespa Kusatsu, FC Gifu, V-Varen Nagasaki og Fukushima United FC.